# Pavlova Huť
Pavlova Huť este o arie protejată (arie specială de conservare — SAC, sit de importanță comunitară — SCI) din Republica Cehă întinsă pe o suprafață de 33,59 ha, integral pe uscat.

## Localizare
Centrul sitului Pavlova Huť este situat la coordonatele 49°46′54″N 12°27′39″E / 49.781667°N 12.460833°E.

## Înființare
Situl Pavlova Huť a fost declarat sit de importanță comunitară în noiembrie 2009 pentru a proteja . Situl a fost protejat și ca arie specială de conservare în iulie 2012.

## Biodiversitate
Situată în ecoregiunea continentală, aria protejată conține 1 habitat natural: Mlaștini împădurite.
La baza desemnării sitului se află un număr nedeclarat de specii protejate: